# Фролов Дмитро Миколайович
Дмитро Миколайович Фролов (рос. Дмитрий Николаевич Фролов, нар. 22 серпня 1968, Темиртау) — російський хокеїст, що грав на позиції захисника. Грав за збірну команду Росії.

## Ігрова кар'єра
Хокейну кар'єру розпочав 1985 року виступами за команду «Динамо» (Харків) у першій лізі.
У 1987 дебютє в вищій лізі за «Динамо» (Рига), відігравши два сезони за рижан перейшов до московського «Динамо». У складі столичного клубу став тричі чемпіоном.
1990 року був обраний на драфті НХЛ під 146-им номером командою «Калгарі Флеймс». 
Один сезон провів у клубі СКА (Санкт-Петербург), після чого чотири роки відіграв в Європі за «Девілз» (Мілан), «Лустенау» та «Ведемарк».
У 1997 повертається до Росії де по року зіграє за «Динамо» (Москва), «Авангард» (Омськ) та ЦСКА (Москва).
Надалі виступав на аматорському рівні повернувшись у великій хокей в сезоні 2004/05 та зігравши сезон за казахський «Барис» після чого остаточно припинив кар'єру гравця.
Виступав за збірну Росії, на головних турнірах світового хокею провів 20 ігор в її складі.

## Тренерська кар'єра
З 2011 працював тренером у клубах МХЛ: «Російські витязі», «Атлант», «Спартак».
З жовтня 2015 головний тренер молодіжної команди «Спартак» (Москва).

## Досягнення
- Чемпіон світу в складі збірної Росії — 1993.
- Чемпіон СРСР у складі «Динамо» (Москва) — 1990, 1991, 1992.
- Срібний призер чемпіонату СРСР у складі «Динамо» (Рига) — 1988.
- Чемпіон Італії в складі «Девілз» (Мілан) — 1994.

## Статистика

### Клубні виступи
| Сезон   | Клуб                  | Ліга       | Регулярний сезон | Регулярний сезон | Регулярний сезон | Регулярний сезон | Регулярний сезон | Плей-оф | Плей-оф | Плей-оф | Плей-оф | Плей-оф |
| Сезон   | Клуб                  | Ліга       | І                | Г                | П                | О                | ШХ               | І       | Г       | П       | О       | ШХ      |
| ------- | --------------------- | ---------- | ---------------- | ---------------- | ---------------- | ---------------- | ---------------- | ------- | ------- | ------- | ------- | ------- |
| 1985–86 | «Динамо» (Харків)     | Перша ліга | 17               | 0                | 0                | 0                | 12               | —       | —       | —       | —       | —       |
| 1986–87 | «Динамо» (Харків)     | Перша ліга | 48               | 2                | 5                | 7                | 34               | —       | —       | —       | —       | —       |
| 1987–88 | «Динамо» (Рига)       | Вища ліга  | 51               | 7                | 9                | 16               | 28               | —       | —       | —       | —       | —       |
| 1988–89 | «Динамо» (Рига)       | Вища ліга  | 43               | 2                | 4                | 6                | 23               | —       | —       | —       | —       | —       |
| 1989–90 | «Динамо» (Москва)     | Вища ліга  | 45               | 2                | 9                | 11               | 18               | —       | —       | —       | —       | —       |
| 1990–91 | «Динамо» (Москва)     | Вища ліга  | 46               | 5                | 7                | 12               | 26               | —       | —       | —       | —       | —       |
| 1991–92 | «Динамо» (Москва)     | СНД        | 26               | 0                | 4                | 4                | 12               | —       | —       | —       | —       | —       |
| 1992–93 | СКА (Санкт-Петербург) | МХЛ        | 28               | 1                | 10               | 11               | 6                | 6       | 0       | 0       | 0       | 0       |
| 1993–94 | «Девілз» (Мілан)      | Серія A    | 28               | 1                | 23               | 24               | 18               | —       | —       | —       | —       | —       |
| 1994–95 | «Девілз» (Мілан)      | Серія A    | 29               | 5                | 14               | 19               | 41               | —       | —       | —       | —       | —       |
| 1995–96 | «Лустенау»            | Австрія    | 30               | 1                | 23               | 24               | 10               | —       | —       | —       | —       | —       |
| 1996–97 | «Ведемарк»            | ДХЛ        | 47               | 2                | 14               | 16               | 20               | 8       | 0       | 1       | 1       | 6       |
| 1997–98 | «Динамо» (Москва)     | Росія      | 39               | 1                | 9                | 10               | 12               | 12      | 0       | 5       | 5       | 6       |
| 1998–99 | «Авангард» (Омськ)    | Росія      | 25               | 0                | 3                | 3                | 12               | 3       | 0       | 0       | 0       | 2       |
| 1999–00 | ЦСКА (Москва)         | Росія      | 17               | 0                | 0                | 0                | 14               | —       | —       | —       | —       | —       |

### Збірна
| Рік                | Команда            | Турнір             | Місце              |    | І | Г | П | О  | ШХ |
| ------------------ | ------------------ | ------------------ | ------------------ | -- | - | - | - | -- | -- |
| 1993               | Росія              | ЧС                 | 1                  | 8  | 0 | 0 | 0 | 4  |    |
| 1994               | Росія              | ЧС                 | 5-е                | 6  | 0 | 1 | 1 | 4  |    |
| 1995               | Росія              | ЧС                 | 5-е                | 6  | 0 | 4 | 4 | 6  |    |
| Національна збірна | Національна збірна | Національна збірна | Національна збірна | 20 | 0 | 5 | 5 | 14 |    |